# Bahamas nos Jogos Pan-Americanos de 2007
As Bahamas competiram nos Jogos Pan-Americanos de 2007 no Rio de Janeiro, no Brasil.
Como consequência dos casos de doping oficilizados pela ODEPA em dezembro de 2007, as Bahamas herdaram uma medalha de bronze com a equipe do revezamento 4x100 medley da natação.

## Medalhas

### Ouro
Atletismo - 400 metros masculino
- Chris Brown

Atletismo - Revezamento 4x400 metros masculino
- Andrae Williams, Avard Moncur, Michael Matheau, Chris Brown

### Prata
Atletismo - Salto em altura masculino
- Donald Thomas

Atletismo - 400 metros feminino
- Christine Amertil

### Bronze
Atletismo - 100 metros feminino
- Chandra Sturrup

Atletismo - Lançamento de dardo feminino
- Laverne Eve

Natação - Revezamento 4x100 metros medley feminino
- Alana Dillette, Alicia Lightbourne, Arianna Vanderpool, Nikia Deveaux (herdado após doping de Rebeca Gusmão e desclassificação da equipe do Brasil)

## Desempenho

### Atletismo
100 metros masculino
- Adrian Griffith - Série 1: 10s56  → eliminado

100 metros feminino
- Chandra Sturrup - Série 1: 11s15, Semifinal 2: 11s18, Final: 11s29  →  Bronze
- Tamica Clarke - Série 4: 11s72  → eliminada

200 metros masculino
- Michael Matheau - Série 2: 20s88, Semifinal 2: 20s80, Final: 20s89  → 4º lugar
- Jacobi Mitchell - Série 4: 21s22, Semifinal 1: 21s79  → eliminado

200 metros feminino
- Shaniqua Ferguson - Série 2: 23s68, Semifinal 2: 23s70 → eliminada

400 metros masculino
- Chris Brown - Série 1: 45s12, Semifinal 1: 45s51, Final: 44s85  →  Ouro
- Avard Moncour - Série 4: 45s27, Semifinal 2: 45s44, Final: 45s51  → 6º lugar

400 metros feminino
- Christine Amertil - Semifinal 3: 51s67, Final: 50s99  →  Prata

4x100 metros masculino
- Equipe (Shamar Sands, Troy McIntosh, Adrian Griffith, Jacobi Mitchell) - Semifinal 2: 40s05, Final: 39s91  → 7º lugar

4x100 metros feminino
- Equipe (Shaniqua Ferguson, Tivanna Thompson, Tamica Clarke, Shandria Brown) - Semifinal 1: 45s13  → eliminadas

4x400 metros masculino
- Equipe (Andrae Williams, Andretti Bain, Nathaniel McKinney, Avard Moncur, Michael Matheau, Chris Brown) - Semifinal 1: 3m02s76, Final: 3m01s94  →  Ouro

110 metros com barreiras masculino
- Christopher Bethel - Semifinal 1: 14s90 → eliminado
- Shamar Sands → desclassificado

110 metros com barreiras feminino
- Tivanna Thompson - Semifinal 3: 13s33 → eliminada

400 metros com barreiras masculino
- Andretti Bain - Semifinal 3: 51s03 → eliminado

Salto em distância masculino
- Osborne Moxey - Grupo A: 7,71 m, Final: 7,81 m → 5º lugar

Salto em distância feminino
- Jackie Edwards - Final: 6,37 m → 6º lugar

Salto triplo masculino
- Leevan Sands - Final: 16,67 m → 6º lugar

Salto em altura masculino
- Donald Thomas - Final: 2,30 m →  Prata
- Trevor Barry - Final: 2,21 m → 7º lugar

Lançamento de peso feminino
- Amyra Albury - Final: 14,14 m → 16º lugar

Lançamento de dardo feminino
- Laverne Eve - Final: 58,10 m →  Bronze

Lançamento de martelo feminino
- Amyra Albury - Final: 55,63 m → 14º lugar